# No More Sweet Music
No More Sweet Music – piąty album studyjny belgijskiego zespołu Hooverphonic wydany 20 grudnia 2005 przez Sony BMG. Jest to podwójny album, na drugiej płycie znajdują się remiksy utworów z pierwszej płyty. Singlami były "You Hurt Me", "Wake Up", "Dirty Lenses" i "We All Float".

## Lista utworów

### No More Sweet Music(CD 1)
1. You Love Me to Death
2. We All Float
3. Music Box
4. You Hurt Me
5. No More Sweet Music
6. Tomorrow
7. Dirty Lenses
8. Heartbeat
9. Wake Up
10. My Child
11. Ginger

### More Sweet Music(CD 2)
1. You Love Me to Death (remix)
2. We All Float (remix)
3. Music Box (remix)
4. You Hurt Me (remix)
5. No More Sweet Music (remix)
6. Tomorrow (remix)
7. Dirty Lenses (remix)
8. Heartbeat (remix)
9. Wake Up (remix)
10. My Child (remix)
11. Ginger (remix)